# 石谷清馨
石谷 清馨（いしがや きよか）は、江戸時代の旗本。

## 生涯
一族で1,100石旗本の石谷清候の死の間際にその養子となり、享保20年（1735年）12月22日、養父の石谷清候の跡を継ぐ。宝暦2年（1752年）8月13日、西城の御書院番となる。宝暦6年（1756年）10月13日、進物の役を務めた。
跡は、弟である石谷清憐が養子となって継いだ。